# 吉川トリコ
吉川 トリコ（よしかわ トリコ、1977年10月19日 - ）は、日本の小説家。静岡県浜松市出身。愛知県名古屋市在住。

## 来歴
愛知淑徳短期大学文芸学科卒業。在学中は清水良典に学んだ。2004年（平成16年）、『ねむりひめ』で新潮社「女による女のためのR-18文学賞」の第3回大賞・読者賞を受賞。同年、短編集『しゃぼん』にて同社からデビュー。
2007年（平成19年）には、『グッモーエビアン!』を原作とした東海テレビの単発ドラマ『なごや寿ロックンロール〜｢グッモーエビアン!｣より〜』が放送されたほか、『戦場のガールズライフ』がドラマ化されBSフジで全20話放送されている。また、2012年（平成24年）12月15日には『グッモーエビアン!』の映画化作品が全国にて公開された。
2013年（平成25年）3月26日より中日新聞のウェブサイト「中日新聞ほっとWeb」で名古屋を舞台とした短編小説「東海百景 吉川トリコの名古屋16話」を連載していた。
2021年、「流産あるあるすごく言いたい」（『おんなのじかん』収録）で第1回PEPジャーナリズム大賞オピニオン部門受賞。2022年、『余命一年、男をかう』で第28回島清恋愛文学賞受賞。

## 著書
「マリー・アントワネットの日記」シリーズ
- 『マリー・アントワネットの日記 Rose』（2018年7月、新潮文庫nex） ISBN 978-4101801308
- 『マリー・アントワネットの日記 Bleu』（2018年7月、新潮文庫nex） ISBN 978-4101801315
- 『ベルサイユのゆり―マリー・アントワネットの花籠―』(2019年8月、新潮文庫nex) ISBN 978-4-10-180165-0

その他
- 『しゃぼん』（2004年、新潮社 / 2009年、集英社文庫）ISBN 4104725013 / ISBN 978-4-08-746504-4
- 『グッモーエビアン!』（2006年、新潮社 / 2012年、新潮文庫）ISBN 4104725021 / ISBN 978-4-10-138781-9
- 『戦場のガールズライフ』（2006年、小学館 / 2008年、小学館文庫）ISBN 4093861781 / ISBN 978-4094083248
- 『「処女同盟」第三号』（2007年、集英社）ISBN 4087748472
  - 文庫版『夢見るころはすぎない』（2011年、集英社文庫） ISBN 4087466795
- 『C級フルーツパフェ』（2008年、光文社 / 2010年、光文社文庫）ISBN 4334925928 / ISBN 978-4334748715
- 『トゥインクルスター☆シューティングスター』（2009年、集英社コバルト文庫）ISBN 4086013681
- 『オリーブ-Girls & Boys』（2010年、メディアファクトリーMF文庫ダ・ヴィンチ）ISBN 4840132372
- 『なにもいらない』（2010年、小学館）ISBN 4093862737
- 『少女病』（2011年、光文社 / 2019年、ポプラ文庫） ISBN 4334927742 / ISBN 978-4591163412
- 『東京ネバーランド』（2012年、実業之日本社） ISBN 4408536067
- 『14歳の周波数』（2013年、実業之日本社文庫） ISBN 4408551198
- 『ぶらりぶらこの恋』（2013年、幻冬舎 / 2016年、講談社文庫） ISBN 4344024397 / ISBN 978-4-06-293514-2
- 『ミドリのミ』（2014年、講談社 / 2017年、講談社文庫） ISBN 978-4062189781 / ISBN 978-4062936927
- 『名古屋16話』（2015年8月、ポプラ社） ISBN 978-4591146101
  - 文庫版『ずっと名古屋』（書下ろしを加え改題、ポプラ文庫、2017年8月） ISBN 978-4591155684
- 『うたかたの彼』（2015年12月、実業之日本社文庫） ISBN 978-4408552705
- 『光の庭』（2016年2月、光文社）ISBN 978-4334910778
- 『こんな大人になるなんて』（2016年4月、徳間文庫）ISBN 978-4198940966
- 『女優の娘』（2019年、ポプラ社 / 2022年、ポプラ文庫） ISBN 978-4591163399 / ISBN 978-4-591-17334-3
- 『夢で逢えたら』（2020年10月、文春文庫）ISBN 978-4167915766
- 『余命一年、男をかう』（2021年7月、講談社）ISBN 978-4065238141
- 『おんなのじかん』(2021年9月、新潮社) ISBN 978-4104725038
- 『流れる星をつかまえに』(2022年8月、ポプラ社) ISBN 978-4591174111
- 『あわのまにまに』(2023年2月、角川書店) ISBN 978-4041121566
- 『コンビニエンス・ラブ』(2023年10月、100min.NOVELLA) ISBN 978-4910207889

寄稿アンソロジー
- 『甘い記憶―6 Sweet Memories』（2008年、新潮社） ISBN 978-4-10-473151-0
- 『甘い記憶』（2011年、新潮文庫） ISBN 978-4-10-120808-4
- 『文芸あねもね』（2012年、新潮文庫） ISBN 978-4-10-136062-1
- 『明日町こんぺいとう商店街 : 招きうさぎと七軒の物語』（2013年、ポプラ文庫） ISBN 978-4591137109
- 『密やかな口づけ』（2014年、幻冬舎文庫） ISBN 978-4344421646
- 『明日町こんぺいとう商店街2 招きうさぎと六軒の物語』（2014年、ポプラ文庫） ISBN 978-4591139738
- 『この部屋で君と』（2014年、新潮社文庫nex） ISBN 978-4-10-180005-9
- 『ラブソングに飽きたら』（2015年2月、幻冬舎文庫） ISBN 978-4-34-442306-0
- 『ナゴヤドームで待ちあわせ』（2016年7月、ポプラ社） ISBN 978-4591150870
- 『夜更けのおつまみ』（2020年3月、ポプラ文庫）ISBN 978-4591166345
- 『朝倉かすみリクエスト!スカートのアンソロジー』（2021年8月、光文社）ISBN 978-4334914202